# Frank Boeijen (zanger)
Franciscus Johannes Maria (Frank) Boeijen (Nijmegen, 27 november 1957) is een Nederlands zanger, dichter, componist en muzikant. In de jaren tachtig was hij populair met de Frank Boeijen Groep, een band uit de Nederlandstalige golf die de Nederpop uit die tijd doormaakte. Het werk van Boeijen kenmerkt zich door poëtische, vaak melancholieke teksten en melodieuze muziek in een stijl tussen pop en chanson.

## Biografie
Frank Boeijen is geboren en getogen in Nijmegen. Hij is de jongste uit een katholiek gezin met tien kinderen. Zijn jeugd stond al in het teken van veel muziek: thuis, waar zijn oudere broers muziek meebrachten van Bob Dylan en Neil Young en op school, waar hij vaak mocht voorzingen.

### Met Wout Pennings
In de jaren na de middelbare school stortte Boeijen zich volledig in de muziek. Samen met de zeven jaar oudere gitarist Wout Pennings werd in 1977 in eigen beheer een album uitgebracht: Frank Boeijen en Woutje Pennings. Via Pennings belandde het album in 1978 bij platenmaatschappij CNR. Boeijen en Pennings kregen van CNR de gelegenheid om onder productionele leiding van Rob de Nijs het album, inclusief vier nieuwe nummers, opnieuw op te nemen. Aan het album werd meegewerkt door toetsenist Jan Rietman en achtergrondzangeres Jody Pijper. Om te kunnen optreden werd het duo uitgebreid met drummer Henk Wanders en bassist Nels Busch.

### Frank Boeijen Groep
In 1979 gingen Pennings en Boeijen uit elkaar. Met Wanders, Busch, gitarist Will Theunissen en toetsenist Jos Haagmans richtte Boeijen vervolgens de Frank Boeijen Groep op. Het eerste optreden van de nieuwe groep was op 3 november 1979 in het Nijmeegse jongerencentrum Doornroosje. De eerste single, Transport uit Bangkok, werd geen succes maar de B-kant Verjaardagsfeest trok in 1981 de aandacht van diskjockey Frits Spits. Dit nummer werd in het radioprogramma De Avondspits uitgeroepen tot Steunplaat en belandde later in de Tipparade.
De Frank Boeijen Groep bracht in totaal elf albums uit, onder andere 1001 Hotel (1983), Kontakt (1984), Foto Van Een Mooie Dag (1985), In Natura (1986) en Welkom In Utopia (1987). De bekendste hits waren Linda (1983), Zwart wit (1984), geschreven naar aanleiding van de dood van Kerwin Duinmeijer, Kronenburg Park (1985), waarbij Mai Tai de achtergrondzang voor hun rekening nam en Zeg me dat het niet zo is (1990). De band kende verschillende personele wijzigingen. Zo was tussen 1984 en 1986 gitarist Maarten Peters lid van de Frank Boeijen Groep. Richting het einde van de jaren tachtig drukte Boeijen nadrukkelijker zijn persoonlijke stempel op de groep. Naar een idee van manager Paul Schouwenaars trad de Frank Boeijen Groep vanaf 1987 voornamelijk op in theaters en schouwburgen, wat op dat moment vrij ongewoon was voor een popgroep. Zo was de première van de Welkom in Utopia-tournee op 26 september 1987 in de Stadsschouwburg Amsterdam. Na ruim elf jaar brak Boeijen de groep begin 1991 op. Hij gaf daarbij aan dat de mogelijkheden als groep uitgeput waren en dat hij een nieuwe impuls en inspiratie zocht in samenwerkingen met anderen. Op 30 maart 1991 vonden de twee laatste optredens van de Frank Boeijen Groep plaats in Theater De Metropole in Almere.

### Solo-loopbaan
In november 1991 verscheen Wilde Bloemen, het eerste album van Frank Boeijen als soloartiest. Zijn nieuwe muzikanten werden drummer Norman Bonink, gitarist Peter van Benthem en bassist Michel van Schie. Die laatste kon eind 1991 echter niet mee op tournee, vanwege zijn verplichtingen bij Candy Dulfer. Zijn plek werd ingenomen door Lené te Voortwis; Ton Snijders werd aangetrokken als toetsenist. Op Wilde Bloemen staat ook een aantal samenwerkingen met bekende Nederlandse muzikanten: Twee Gezichten (met Henk Hofstede van Nits), De Koorddanser (met Harry Sacksioni) en Het IJs (met Henny Vrienten).
In februari en maart 1993 ging Boeijen op tournee met Raymond van het Groenewoud en Harry Sacksioni. In de zomer van dat jaar nam hij Jazz in Barcelona op, een album dat in het teken zou staan van de scheiding van zijn echtgenote Amanda Redington. Ook op De Ontmoeting (1994) zijn nummers terug te vinden die in het teken staan van deze voorbije liefde. Daarnaast bevat dit album een duet met Stef Bos: Twee Mannen Zo Stil, dat op single verscheen. In datzelfde jaar produceerde hij een album voor Liesbeth List en verscheen Een lied van verlangen, een biografie geschreven door communicatiewetenschapper Annette van der Mooren en popjournalist Hans Walraven. De auteurs interviewden hiervoor tientallen jeugdvrienden, bandleden, collega's en critici, en spraken uitgebreid met Boeijen zelf.
Eind 1996 maakte Frank Boeijen een reis naar Azië, hetgeen zich vertaalde in het album Vaderland dat in 1997 verscheen. Het bevat Oosterse invloeden (wereldmuziek), maar ook de verwerking van de dood van zijn beide ouders vindt zijn weerslag. Het album is aan hen opgedragen. In de jaren daarna verschenen De Ballade van de Dromedaris (1998), opgenomen in The Real World Studio's van zanger Peter Gabriel, het live-album Door De Jaren Heen (1999) en het mini-album Kind van de Vijand (2000) met Stef Bos ter gelegenheid van het 75-jarig bestaan van de ontwikkelingsorganisatie Memisa.

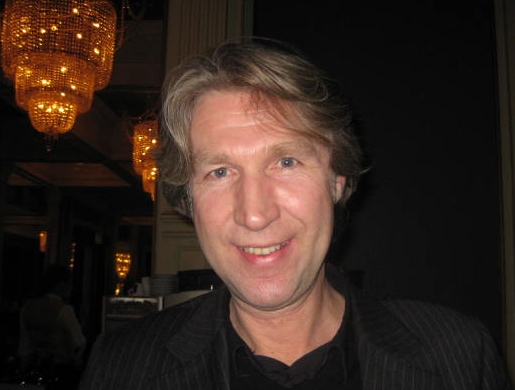
Frank Boeijen in 2009

In de zomer van 2001 werd bekend dat Norman Bonink de band van Frank Boeijen verliet om de verongelukte Chris Götte op te volgen in de Zeeuwse band BLØF. Bonink werd opgevolgd door Oscar Kraal. In het najaar verscheen Heden, met daarop het duet Geen Gevaar met Paskal Jakobsen van BLØF. Het werd in 2002 een bescheiden hitje. In het jaar daarop verscheen het volgende album: Schaduw van de Liefde. In de band nam Ruud de Grood de plek in van Ton Snijders die een plek vond in de muzikale begeleiding van Youp van 't Hek. In 2004 werd Frank Boeijen gelauwerd met de Radio 2 Zendtijdprijs. Tijdens een gala-concert op 14 maart brachten onder anderen Freek de Jonge, Trijntje Oosterhuis, Mathilde Santing, Stef Bos en Liesbeth List een hommage aan Boeijen. Samen met Santing trok hij in het voorjaar van 2006 met de Even-tournee langs de Nederlandse en Vlaamse theaters. In de band spelen Lené te Voortwis, Ton Snijders en Dionys Breukers.
In november 2006 verscheen As, een dubbel-cd, met twintig nieuwe liedjes, en een dvd. De nummers waren nieuw, maar vormden ook een soort samenvatting van zijn muzikale leven tot dan toe. Hij werkte voor dit album onder andere samen met de vroegere Frank Boeijen Groep. Verder is Boeijen te horen met Stef Bos, Daniël Lohues en Henk Hofstede. De songs variëren van maatschappij-kritisch tot ballades. Een aantal liedjes is opgenomen met een orkest uit Praag. De eerste single van deze cd heette Aan de Bezitters van een Ziel; een aanklacht tegen de verhardende verhoudingen in Nederland. De tweede single, Steppenwolf, werd geschreven en opgenomen met Stef Bos. De titel is ontleend aan het gelijknamige boek van Hermann Hesse. Het Lied van de Doofheid werd geschreven naar aanleiding van de moord op cineast Theo van Gogh.
In samenwerking met kunstenaar Eric de Bruijn werd in de herfst van 2007 het boek 36,9 °C gepresenteerd. Het boek bevat 38 teksten van Frank Boeijen over zijn leven en zijn observaties over de wereld alsmede kunstwerken van De Bruijn, die in Portugal woont en werkt. Om hem te inspireren bij het maken van de illustraties, nam de zanger samen met Ton Snijders Fim do Mundo (Portugees voor Het Einde van de Wereld) op. De cd bevat één nummer van meer dan een uur en behoort bij het boek. De titel refereert aan het meest zuidwestelijke puntje van Portugal, dat in het verleden letterlijk werd gezien als het einde van de wereld. 36,9 °C is ook de titel van de nieuwe tournee die op 26 januari 2008 van start ging.
Op 15 augustus 2008 verscheen de cd Aardige jongens, die Boeijen maakte met Henk Hofstede en Henny Vrienten. Nadat dit trio ook uitgebreid door Nederland en België had getoerd, besloot Frank Boeijen op eigen kracht een album te maken. Het werd Camera dat in november 2009 in de winkels lag. Zijn begeleiders op plaat en podium waren Ton Snijders, Ger Hoeijmakers, Charles Nagtzaam en Martin de Wagter. Begin 2011 kwam het nieuwe project van Frank Boeijen uit: Genade. Net als 36,9 °C een boek met een cd. Het boek bevatte teksten van Frank en zwart-wit-foto's van Karoly Effenberger, de cd tien nieuwe liederen. Tijdens de Genade-tour voerde Frank Boeijen voor de pauze het album integraal uit.
Het jaar erop was er geen nieuwe cd, maar had hij al wel een handvol nieuwe songs, die hij bij voorjaarsoptredens in Nederland en Vlaanderen ten gehore bracht. In de zomer werkte hij verder aan een nieuw album, om vervolgens in het najaar een korte toer langs kleine Vlaamse zalen te doen. Ook de bezetting hield hij klein: alleen multi-instrumentalist Rens van der Zalm en bassist Charles Nagtzaam vergezelden hem. In januari 2013 kwam de nieuwe cd van Frank uit: Liefde & Moed, gevolgd door een korte Nederlandse tournee. Op het podium stonden dezelfde mensen als die hem op de cd begeleidden: Snijders, Nagtzaam, De Wagter en Van der Zalm.
Op 17 maart 2015 won Boeijen de Lennaert Nijgh-prijs voor beste tekstdichter. Voor het tributealbum De Jeugd, Vertegenwoordigd in 2016 van De Jeugd van Tegenwoordig nam Boeijen een cover van het nummer Het mysterie van de koude schouder op.
Op 11 april 2017 werd door Frits Spits bekend gemaakt op NPO Radio 5 dat Frank Boeijen de NPO Radio 5 Nostalgia Oeuvre Award 2017 zou gaan krijgen op 3 september 2017.

## Privéleven
Bekende neef van Boeijen is couturier Addy van den Krommenacker. Hij was van 1990 tot 1994 getrouwd met de Britse Amanda Redington, presentatrice van Sky Channel. Na decennia lang van een gesloten privéleven is Frank Boeijen sinds 2018 meer open over zijn jarenlange relatie met levenspartner Agnes.

## Prijzen
- 1984. Zilveren Harp, bedoeld voor aanstormend talent.
- 1990. Gouden Harp, voor musici die zich gedurende hun carrière op bijzondere wijze verdienstelijk hebben gemaakt voor de Nederlandse lichte muziek.
- 2000. Ridder in de Orde van Oranje-Nassau.[5]
- 2002. Edison-Award in de categorie Zanger Nationaal.
- 2004. Edison-Award in de categorie Oeuvreprijs Nationaal.
- 2004. Radio 2 Zendtijdprijs.
- 2013. Beste Singer Songwriter Nederland en Vlaanderen
- 2015. Lennaert Nijgh Prijs, voor beste tekstdichter[6].
- 2017. Zilveren Erepenning van Nijmegen[7]
- 2017. NPO Radio 5 Nostalgia Oeuvre Award

## Trivia
- Frank Boeijen is een alumnus van het Stedelijk Gymnasium Nijmegen.
- Het satirische programma Verona van Harry Vermeegen en Henk Spaan maakte onder de naam 'Verona & Frank Boeyend en VOF de Kitsch' de single 'Zomer in Domburg'[8]. (De naam 'VOF de Kitsch' was een knipoog naar de band VOF de Kunst, wiens lied 'waar heb ik dat meer gezien' ook voor een deel in het lied 'Zomer in Domburg' was verwerkt). In dit lied, dat een parodie was op het lied 'Winter in Hamburg' van de Frank Boeijen Groep, stak Verona de draak met het (naar hun mening overdadig) poëtische gehalte van de teksten van Frank Boeijen.

## Discografie

### Albums
| Album met eventuele hitnotering(en) in de Nederlandse Album Top 100 | Datum van verschijnen | Datum van binnenkomst | Hoogste positie | Aantal weken | Opmerkingen                                                                |
| ------------------------------------------------------------------- | --------------------- | --------------------- | --------------- | ------------ | -------------------------------------------------------------------------- |
| Boeijen & Pennings                                                  | 1978                  | -                     |                 |              | met Wout Pennings                                                          |
| Wilde bloemen                                                       | 1991                  | 30-11-1991            | 25              | 17           |                                                                            |
| Jazz in Barcelona                                                   | 1993                  | 06-11-1993            | 16              | 10           |                                                                            |
| De ontmoeting                                                       | 1994                  | 12-11-1994            | 45              | 14           |                                                                            |
| Stormvogels (Live 1990-1995)                                        | 1995                  | 04-11-1995            | 27              | 7            | Livealbum                                                                  |
| Vaderland                                                           | 1997                  | 18-10-1997            | 19              | 12           |                                                                            |
| Het mooiste & het beste                                             | 1997                  | 22-11-1997            | 9               | 54           | Verzamelalbum                                                              |
| De ballade van de dromedaris                                        | 1999                  | 06-02-1999            | 17              | 16           |                                                                            |
| Live door de jaren heen                                             | 1999                  | -                     |                 |              |                                                                            |
| Heden                                                               | 2001                  | 06-10-2001            | 6               | 11           |                                                                            |
| Schaduw van de liefde                                               | 2003                  | 18-10-2003            | 15              | 9            |                                                                            |
| Toen & nu - De 50 mooiste liedjes                                   | 2004                  | 06-11-2004            | 18              | 25           | Verzamelalbum                                                              |
| As                                                                  | 2006                  | 18-11-2006            | 8               | 20           |                                                                            |
| Fim do Mundo                                                        | 2007                  | -                     |                 |              | Alleen verkrijgbaar met het boek 36,9 °C                                   |
| Aardige jongens                                                     | 2008                  | 23-08-2008            | 12              | 14           | als Boeijen Hofstede Vrienten met Henk Hofstede en Henny Vrienten          |
| Camera                                                              | 2009                  | 14-11-2009            | 9               | 13           |                                                                            |
| Genade                                                              | 2011                  | -                     |                 |              | Genade is een boek met een cd                                              |
| Liefde & moed                                                       | 2013                  | 02-02-2013            | 8               | 9            |                                                                            |
| Een vermoeden van licht                                             | 2013                  | 02-12-2013            |                 |              | Een vermoeden van licht is een boek met een cd                             |
| Land van Belofte                                                    | 2016                  | 22-01-2016            | 4               | 5            |                                                                            |
| Het mooiste & het beste 2                                           | 2017                  | 11-03-2017            | 31              | 1            | Het mooiste & het beste 2 bestaat uit een boek, 3 verzamel cd's en een dvd |
| Palermo                                                             | 2018                  | 03-02-2018            | 5               | 3*           | Palermo is een boek met dubbel cd                                          |
| Subliem Gebaar                                                      | 2022                  | 22-01-2022            | 2               | 4            |                                                                            |

| Album met hitnotering(en) in de Vlaamse Ultratop 200 albums | Datum van verschijnen | Datum van binnenkomst | Hoogste positie | Aantal weken | Opmerkingen                       |
| ----------------------------------------------------------- | --------------------- | --------------------- | --------------- | ------------ | --------------------------------- |
| Stormvogels (Live 1990-1995)                                | 1995                  | 11-11-1995            | 19              | 4            | Livealbum                         |
| Vaderland                                                   | 1997                  | 11-10-1997            | 12              | 6            |                                   |
| Het mooiste & het beste                                     | 1997                  | 29-11-1997            | 25              | 15           | Verzamelalbum                     |
| De ballade van de dromedaris                                | 1999                  | 30-01-1999            | 12              | 6            |                                   |
| Heden                                                       | 2001                  | 13-10-2001            | 22              | 4            |                                   |
| Schaduw van de liefde                                       | 2003                  | 18-10-2003            | 18              | 4            |                                   |
| Toen & nu - De 50 mooiste liedjes                           | 2004                  | 27-11-2004            | 56              | 13           | Verzamelalbum                     |
| As                                                          | 2006                  | 25-11-2006            | 55              | 5            |                                   |
| Camera                                                      | 2009                  | 21-11-2009            | 49              | 4            |                                   |
| Liefde & moed                                               | 2013                  | 09-02-2013            | 23              | 15           |                                   |
| Land van belofte                                            | 2016                  | 30-01-2016            | 16              | 14           |                                   |
| Het mooiste en het beste 2                                  | 2017                  | 11-03-2017            | 45              | 10           |                                   |
| Palermo                                                     | 2018                  | 03-02-2018            | 12              | 10           | Palermo is een boek met dubbel cd |
| Subliem Gebaar                                              | 2022                  | 22-01-2022            | 8               | 1*           |                                   |

### Singles
| Single met eventuele hitnotering(en) in de Nederlandse Top 40 | Datum van verschijnen | Datum van binnenkomst | Hoogste positie | Aantal weken | Opmerkingen                                         |
| ------------------------------------------------------------- | --------------------- | --------------------- | --------------- | ------------ | --------------------------------------------------- |
| Koud in mijn hart                                             | 1991                  | 23-11-1991            | tip9            | -            |                                                     |
| Ze geeft om mij                                               | 1992                  | 22-02-1992            | tip14           | -            |                                                     |
| Paradijs                                                      | 1993                  | 06-11-1993            | 28              | 4            |                                                     |
| De verleiding                                                 | 1995                  | 04-11-1995            | tip2            | -            | Nr. 39 in de Single Top 100                         |
| Eenvoudige man                                                | 1997                  | 13-09-1997            | tip16           | -            |                                                     |
| Vaderland''                                                   | 1997                  | -                     |                 |              | Nr. 93 in de Single Top 100                         |
| Sinds de dag''                                                | 1999                  | -                     |                 |              | Nr. 92 in de Single Top 100                         |
| De Liefde gaat                                                | 2001                  | -                     |                 |              | Nr. 84 in de Single Top 100                         |
| Tijd                                                          | 2001                  | -                     |                 |              | Nr. 47 in de Single Top 100                         |
| Geen gevaar                                                   | 2002                  | 31-08-2002            | tip9            | -            | met Paskal Jakobsen                                 |
| Kaap De Goede Hoop                                            | 2003                  | -                     |                 |              | Nr. 70 in de Single Top 100                         |
| Lied voor Beslan                                              | 2004                  | 14-10-2004            | 32              | 3            | Nr. 17 in de Single Top 100 (Artiesten voor Beslan) |
| Vragen wonen overal                                           | 2013                  | -                     |                 |              | Nr. 92 in de Single Top 100                         |

| Single met hitnotering(en) in de Vlaamse Ultratop 50 | Datum van verschijnen | Datum van binnenkomst | Hoogste positie | Aantal weken | Opmerkingen |
| ---------------------------------------------------- | --------------------- | --------------------- | --------------- | ------------ | ----------- |
| Koud in mijn hart                                    | 1992                  | 01-02-1992            | 40              | 6            |             |
| Eenvoudige man                                       | 1997                  | 06-09-1997            | tip11           |              |             |
| Suzanne                                              | 1999                  | 25-12-1999            | 23              | 13           | met Yasmine |
| Vragen wonen overal                                  | 2013                  | 02-03-2013            | tip85           |              |             |

### Dvd's
- Schaduw van de Liefde (2003).
- Live In Antwerpen (2004) met band & Il Novecento Orchestra, opgenomen op 10 en 11 oktober 2003 in het Antwerps Sportpaleis.
- As (2006).

| Dvd's met eventuele hitnoteringen in de Nederlandse Music Top 30 | Datum van verschijnen | Datum van binnenkomst | Hoogste positie | Aantal weken | Opmerkingen |
| ---------------------------------------------------------------- | --------------------- | --------------------- | --------------- | ------------ | ----------- |
| Live in Antwerpen                                                | 2004                  | 13-03-2004            | 4               | 14           |             |

| Dvd's met hitnoteringen in de Vlaamse Ultratop muziek-dvd top 10/20 | Datum van verschijnen | Datum van binnenkomst | Hoogste positie | Aantal weken | Opmerkingen |
| ------------------------------------------------------------------- | --------------------- | --------------------- | --------------- | ------------ | ----------- |
| Live in Antwerpen                                                   | 2004                  | 20-03-2004            | 4               | 4            |             |

## Boeken
- Annette van der Mooren/Hans Walraven: Een lied van verlangen, Amsterdam, 1994. ISBN 9022518272
- Frank Boeijen: Lied van Oorsprong, Baarn, 1999. (Songteksten van de Nederlandse popzanger) ISBN 9068016180
- Frank Boeijen/Eric de Bruijn: 36,9 °C, Tielt (B), 2007. ISBN 9020973797